# Lowrider (auto)

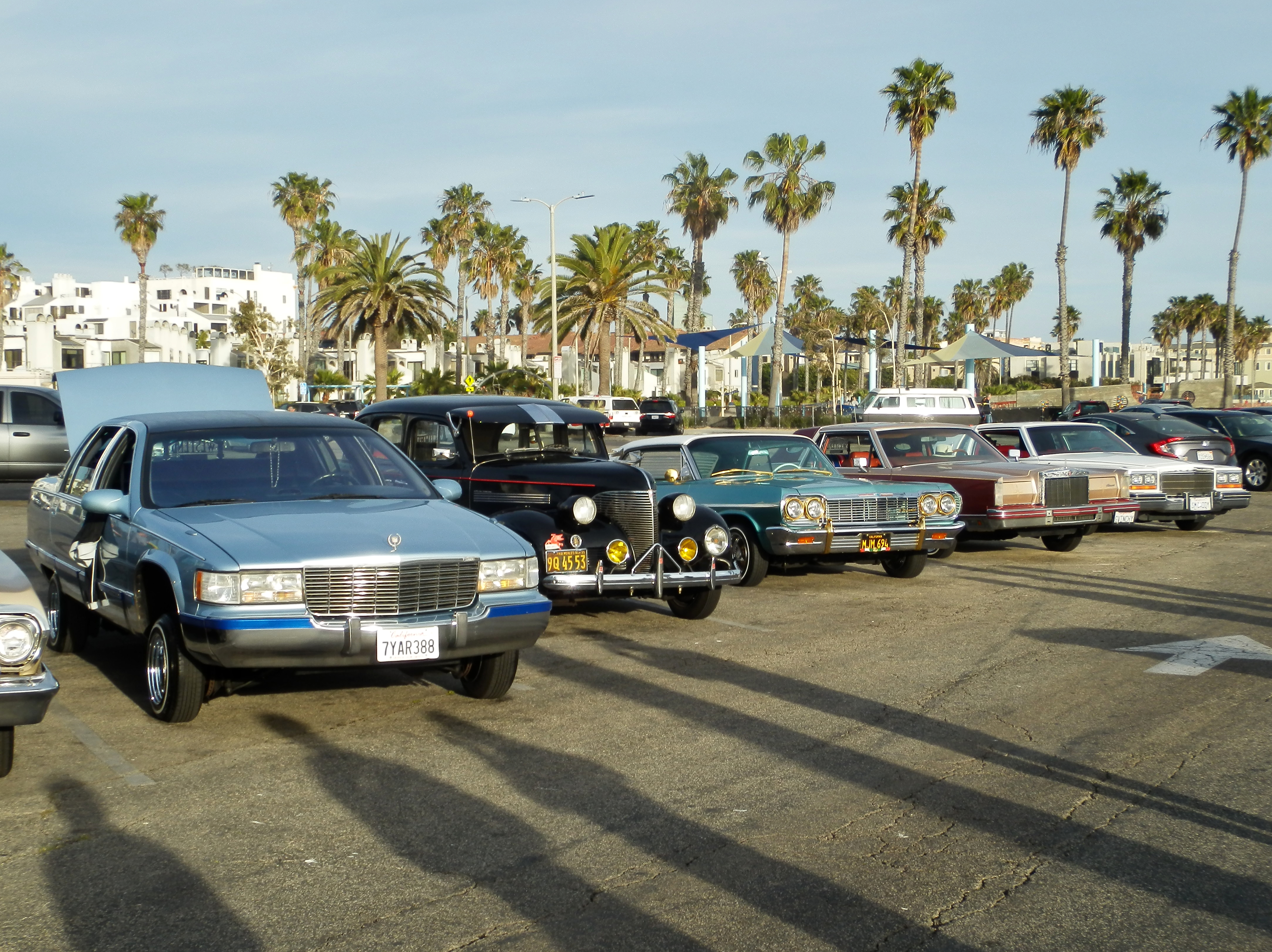
Lowriders in Santa Monica

Een lowrider (laagrijder) is een auto waarbij de wielophanging zo is aangepast dat de auto zo laag mogelijk zit, het is daarnaast een subcultuur in de Verenigde Staten van Amerika.

## Geschiedenis

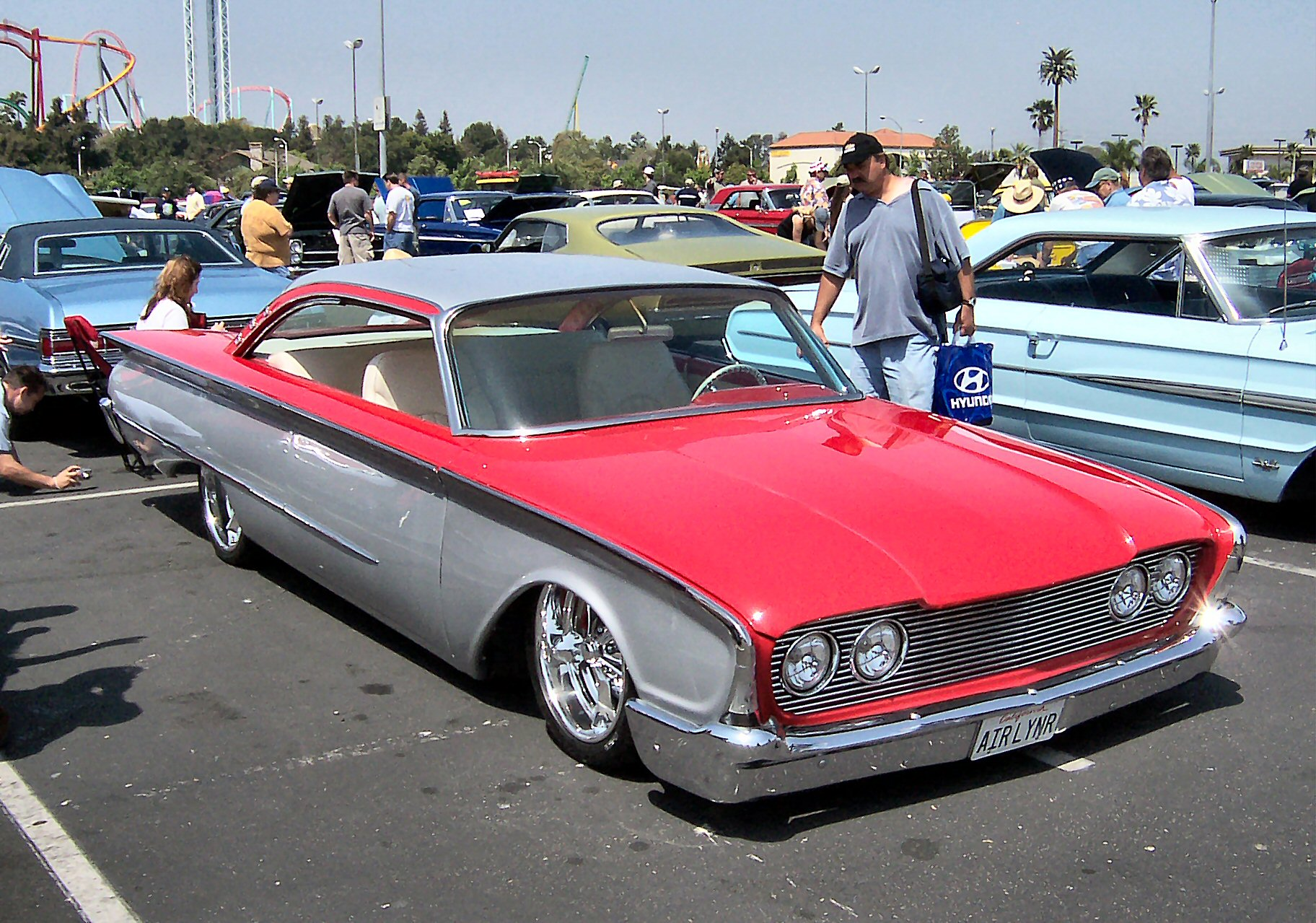
1960 Ford Galaxie custom

Het verlagen van auto's gebeurt al sinds eind jaren 30, voornamelijk in de Spaanstalige buurten aan de westkust van Amerika. Aanvankelijk door simpelweg zandzakken in de auto te stoppen, soms door de veren door te zagen of ze te verhitten. Dit was echter niet toegestaan, want volgens de wet mocht een auto niet zover verlaagd zijn dat de velgen in hun geheel vanaf de zijkant niet zichtbaar waren. 
In de jaren 40 kwam men met een oplossing, door de auto te voorzien van hydraulische onderdelen die te vinden waren op de vele vliegtuigkerkhoven die vol stonden met gevechtsvliegtuigen uit de Tweede Wereldoorlog, die de auto optilden en dus weer op de toegestane hoogte brachten. De hobby nam die jaren een grote vlucht in Zuid-Californië onder jonge Chicanos, die uit de oorlog terugkwamen met technische kennis en geld.

## Auto's
De 1963 Chevrolet Impala Coupe en de 1964 Chevrolet Impala Coupe zijn de meest voorkomende auto's die gebruikt worden om lowriders van te maken, gevolgd door de Chevrolet Impala Coupe's uit de rest van de jaren 60. Deze modellen werden in de jaren zeventig en 80 opgevolgd door de 1973/1977 GM-modellen en de 1978/1988 G-body's (Buick Regal, Chevrolet Monte Carlo, Oldsmobile Cutlass, Pontiac Grand Prix). In de jaren 80 en 90 werd er ook veel gebruikgemaakt van de 1980/1985 Cadillac Coupe DeVille, de 1993/1996 Cadillac Fleetwood en de 1998/2002 Lincoln TownCar.
Lowriders zijn vaak te herkennen aan de vaak voorkomende custom paintjob, de kleinere maat spaakwielen en de hydraulische setup in de kofferbak. Lowriders, aangesloten bij een lowriderclub, voeren bovendien de plaque van hun club trots achter hun achterruit.

## Lowriderclubs

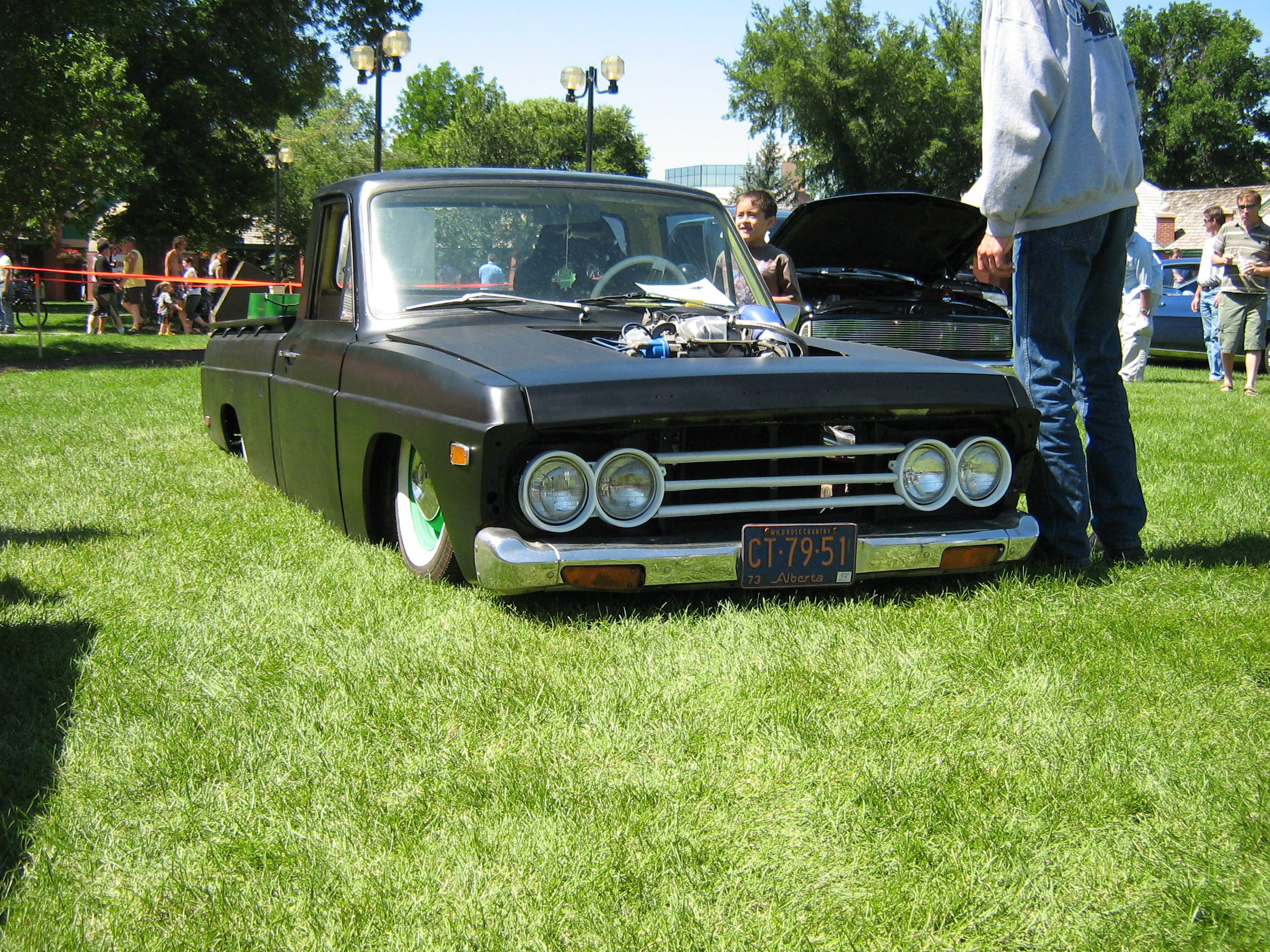
Mazda pick-up

In Amerika bestaan er sinds de jaren 60 vele honderden lowriderclubs, waarbij Majestics, Individuals, Lifestyle en Rollerz Only de bekendsten zijn. De meeste clubs hebben meerdere chapters en tellen soms meer dan 1000 leden.
In Europa bestaan er sinds de jaren 90 ook al een tiental clubs, waarvan sommige van origine afstammen van de grote Amerikaanse clubs.
In Nederland zijn er momenteel twee lowriderclubs actief, namelijk Unity en Majestics.